# Mangalarga Marchador

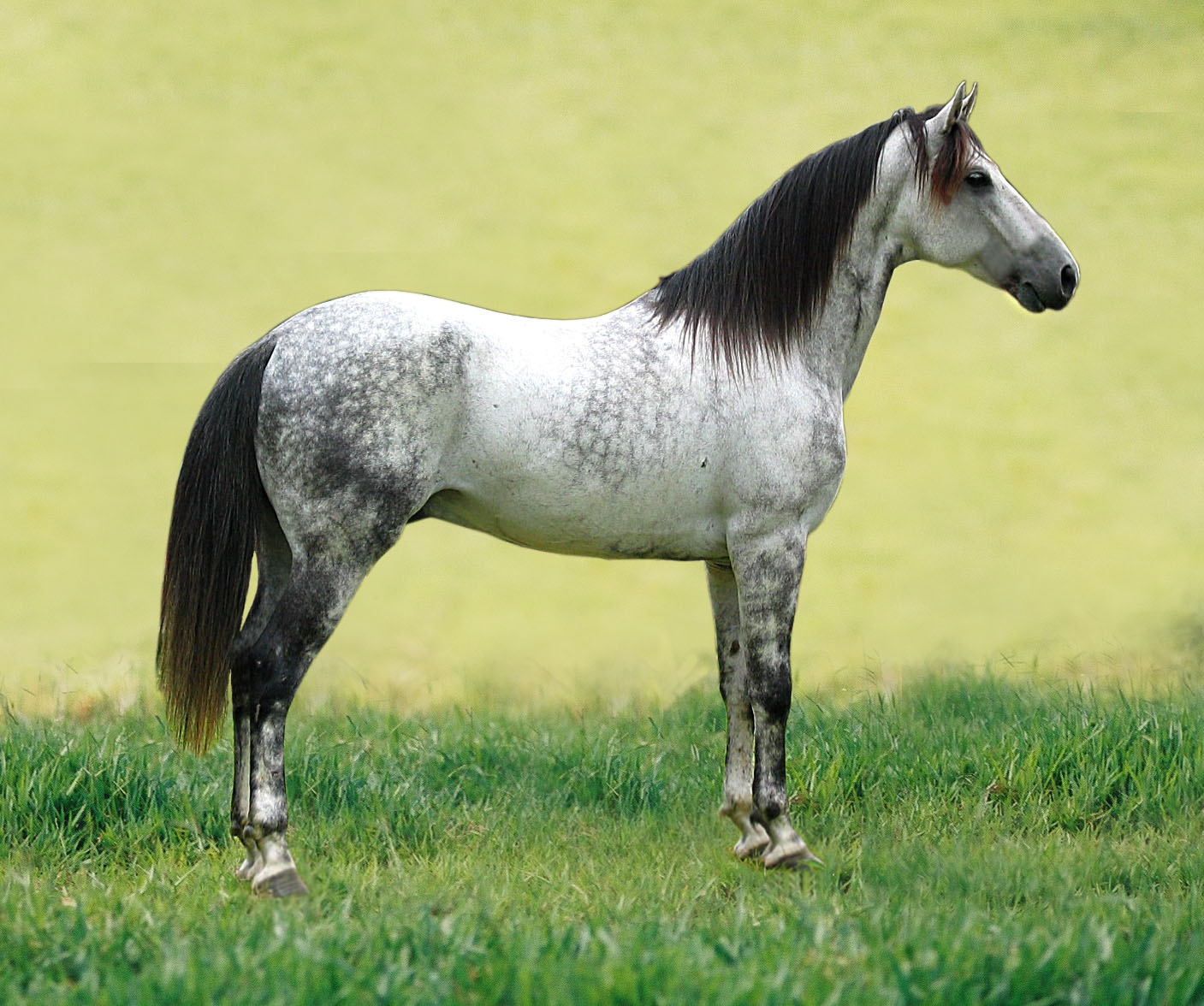
Mangalarga Marchador

Mangalarga Marchador – najpopularniejsza rasa koni w Brazylii. Są to konie rekreacyjne, wysokość w kłębie od 146 do 154 cm, eksportowane na cały świat - cenione za łatwość w utrzymaniu i łagodność. Od rasy Mangalarga Paulista odróżnia je to, że potrafią poruszać się töltem, ale nie inochodem. Rozróżnia się u nich dwa rodzaje töltu: tak zwany marcha batida (połączenie kłusa i töltu) oraz marcha picada, klasyczny czterotakt, który uznajemy za tölt.

## Historia rasy
Mangalarga Marchador został wyhodowany około sto lat temu, w pobliżu Rio de Janeiro. Na początku konie rasy alter-real krzyżowano z klaczami berberyjskimi i andaluzyjskimi, dzięki czemu uzyskano konie poruszające się töltem. Cecha ta została utrwalona, a rasa ta otrzymała nazwę od stadniny, w której była hodowana. Ponieważ hodowla obejmowała również konie, które nie poruszały się töltem, do nazwy dopisano marchador, by łatwiej je odróżnić.
Dawniej konie te służyły do pracy na hacjendach i farmach. Chody nie były specjalnie ćwiczone, lecz wykształciły się same. Podczas pracy farmerzy musieli mieć wolne ręce, więc jeżdżono na luźnych wodzach.

## Charakter
Są to konie chętne do pracy, łatwe w utrzymaniu, łagodne, wytrzymałe, energiczne.